# Egeln
Egeln é um município da Alemanha, situado no distrito de Salzland, no estado de Saxônia-Anhalt. Tem 29,13 km² de área, e sua população em 2019 foi estimada em 3 254 habitantes.